# Hosokawa Katsumoto

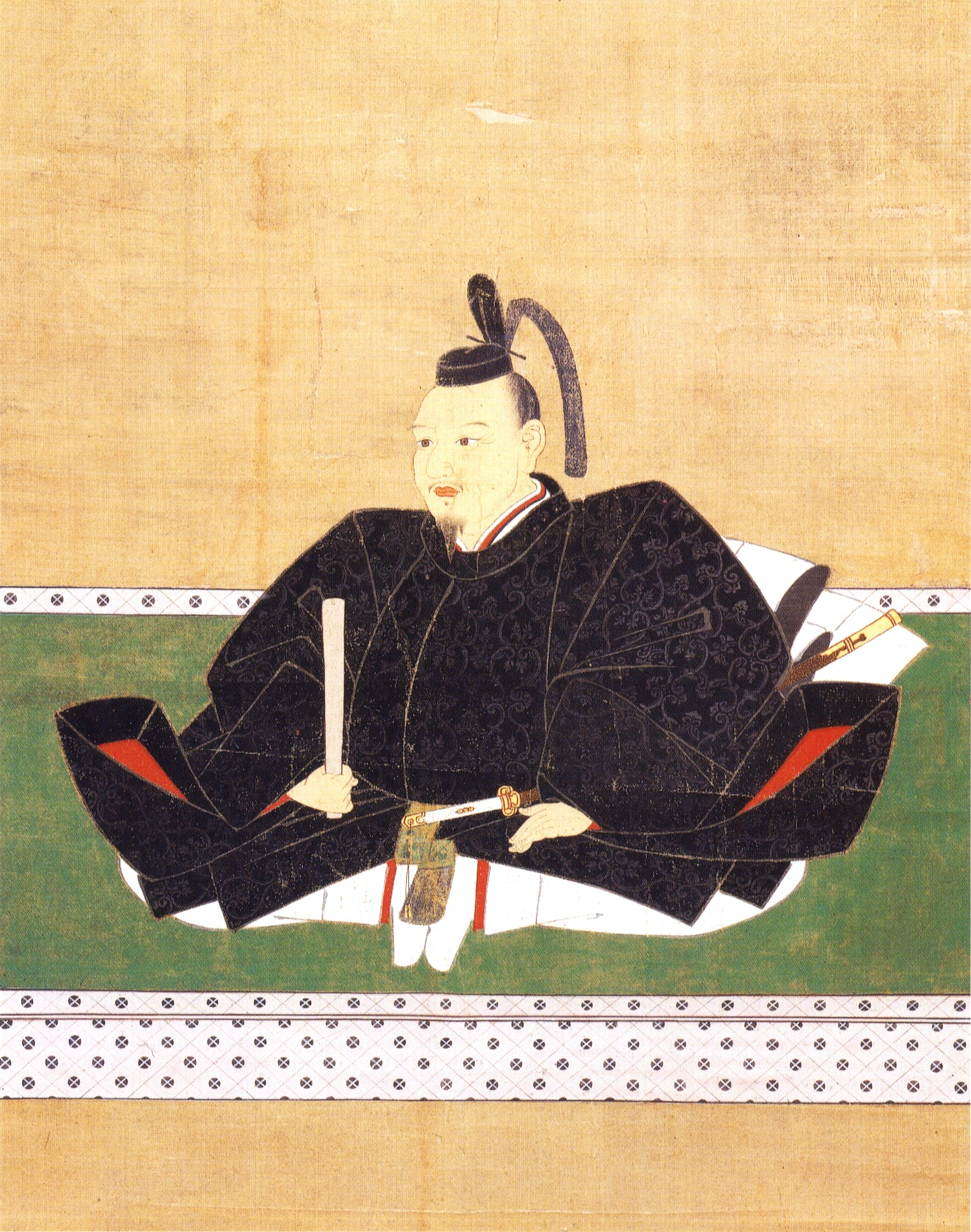
Porträt Hosokawa Katsumotos aus dem 17. Jahrhundert

Hosokawa Katsumoto (jap. 細川 勝元; * 1430; † 1473) war einer der Kanrei, der Statthalter des Shoguns in der Muromachi-Zeit Japans. Er ist berühmt für seine Beteiligung an der Erbauung des Ryōan-ji, eines für seinen Felsengarten berühmten Tempels, sowie für seine Rolle im Ōnin-Krieg, der die 130 Jahre dauernde Sengoku-Zeit einleitete.
Die Konflikte mit seinem Schwiegervater, Yamana Sōzen, der Hosokawa seine Macht als Kanrei neidete, waren unter den Gründen, die 1467 den Ōnin-Krieg ausbrechen ließen. Als der Shogun Ashikaga Yoshimasa 1464 einen Sohn, Ashikaga Yoshihisa, bekam, nahm Yamana dies zur Gelegenheit, sich wieder gegen Hosokawa zu stellen, indem er das Kind als künftiger Erbe des Schogunates unterstützte. Hosokawa arbeitete eng mit dem Bruder des Shogun, Ashikaga Yoshimi, zusammen und unterstützte dessen Anspruch auf das Shogunat.
1467 brach zwischen Hosokawa und Yamana in der Hauptstadt Kyōto offener Krieg aus. Jeder der Kontrahenten verfügte über etwa 80.000 Mann. Der Shogun erklärte, er würde den Ersten, der in der Hauptstadt einen Krieg anfangen würde, als Rebell brandmarken und so blieben beide Armeen eine Weile untätig.
Schließlich begann Hosokawa den Krieg, indem er das Haus eines Generals von Yamana namens Isshiki angriff. In den resultierenden Kämpfen sicherte sich Hosokawas Armee den östlichen Teil der Hauptstadt, seine Armee wurde daher die „östliche“ genannt. Hosokawa schickte auch Truppen an die Hauptstraßen und in Yamanas Heimatprovinzen, um Verstärkungen zu verhindern. Der damit begonnene sogenannte Ōnin-Krieg ging über Jahre weiter.
Obwohl Hosokawa zuerst angriff, gelang es ihm, den Shogun zu überzeugen, dass nicht er, sondern Yamana als Rebell gegen das Shogunat angesehen wurde. Er schaffte es sogar, offiziell als General für die Angriffe des Shogunates gegen Yamana eingesetzt zu werden, unterstützte ihn dann aber kaum.
Nachdem der Shogun 1469 seinen Sohn zum Erben erklärt hatte, war Hosokawa kriegsmüde und wünschte den Frieden, dieser wurde geschlossen. Beide Kontrahenten starben 4 Jahre später.

## Quelle
- George Sansom: A History of Japan: 1334–1615. Stanford University Press, Stanford 1961
- S. Noma (Hrsg.): Hosokawa Katsumoto. In: Japan. An Illustrated Encyclopedia. Kodansha, 1993. ISBN 4-06-205938-X, S. 567.